# Лонг (округ, Джорджія)
Шаблон:StateAbbr_ 31°46′ пн. ш. 81°45′ зх. д. / 31.76° пн. ш. 81.75° зх. д.
Округ Лонг (англ. Long County) — округ (графство) у штаті Джорджія, США. Ідентифікатор округу 13183.

## Історія
Округ утворений 1920 року.

## Демографія
За даними перепису
2000 року
загальне населення округу становило 10304 осіб, зокрема міського населення було 1136, а сільського — 9168.
Серед мешканців округу чоловіків було 5206, а жінок — 5098. В окрузі було 3574 домогосподарства, 2678 родин, які мешкали в 4232 будинках.
Середній розмір родини становив 3,28.
Віковий розподіл населення поданий у таблиці:
| Стать    | До 15 років | 15-21 | 22-29 | 30-39 | 40-49 | 50-65 | 65-85 | Понад 85 |
| -------- | ----------- | ----- | ----- | ----- | ----- | ----- | ----- | -------- |
| Чоловіки | 1487        | 677   | 844   | 831   | 585   | 545   | 229   | 8        |
| Жінки    | 1402        | 691   | 708   | 789   | 621   | 530   | 322   | 35       |

## Суміжні округи
- Ліберті — північний схід
- Макінтош — південний схід
- Вейн — південний захід
- Теттнолл — північний захід

## Виноски
1. ↑  U.S. Decennial Census. United States Census Bureau. Архів оригіналу за 12 травня 2015. Процитовано 23 червня 2014.
2. ↑  Historical Census Browser. University of Virginia Library. Архів оригіналу за 11 серпня 2012. Процитовано 23 червня 2014.
3. ↑  Population of Counties by Decennial Census: 1900 to 1990. United States Census Bureau. Архів оригіналу за 2 лютого 2019. Процитовано 23 червня 2014.
4. ↑  Census 2000 PHC-T-4. Ranking Tables for Counties: 1990 and 2000 (PDF). United States Census Bureau. Архів оригіналу (PDF) за 18 грудня 2014. Процитовано 23 червня 2014.
5. ↑  State & County QuickFacts. United States Census Bureau. Архів оригіналу за 7 червня 2011. Процитовано 23 червня 2014.(англ.) Наведено за англійською вікіпедією.
6. ↑  American FactFinder. Бюро перепису населення США. Архів оригіналу за 26 лютого 2012. Процитовано 31 січня 2008.

| США | Це незавершена стаття з географії США. Ви можете допомогти проєкту, виправивши або дописавши її. |